# Língua de gato
Nota: "Língua de gato" redireciona aqui. Para o órgão pertencente à anatomia felina, veja Língua (anatomia).

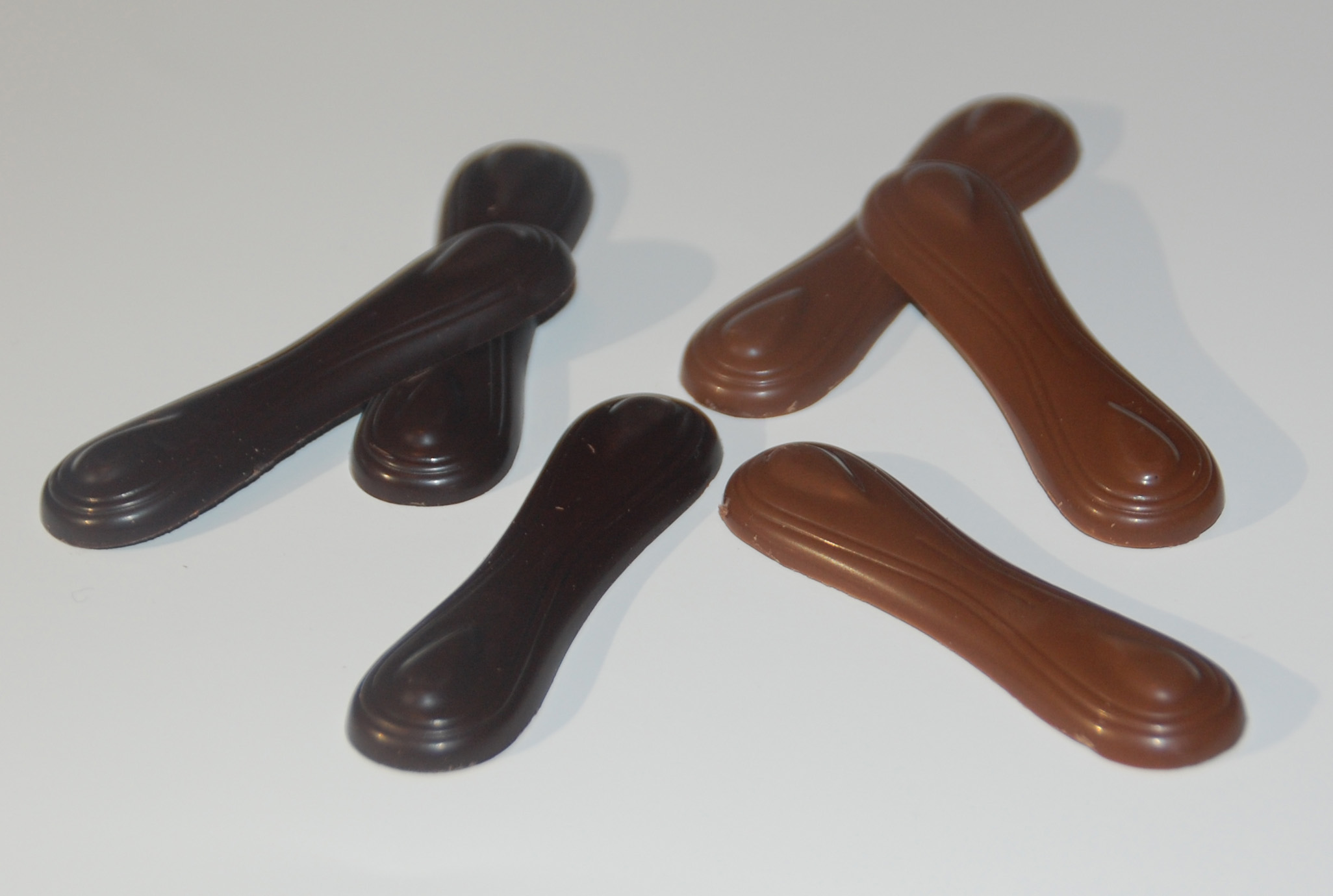
Alguns exemplares do chocolate língua de gato.

A língua de gato é um tipo de chocolate que tem formato semelhante à língua de um gato doméstico. Internacionalmente, a expressão "língua de gato" é de uso comum para designar pastilhas de chocolates em formato oblongo e achatado.
Trata-se de um chocolate bastante macio e saboroso, bastante popular na Alemanha. Alguns dos principais fabricantes deste chocolate no Brasil são a Zermatt, a Cacau Show e a Kopenhagen.